# Tilia kiusiana
Tilia kiusiana Makino & Shiras. – gatunek drzewa z rodziny ślazowatych. Występuje endemicznie w Japonii – na wyspach Honsiu, Sikoku oraz Kiusiu. 

## Morfologia
PokrójZrzucające liście drzewo dorastające do 15 m wysokości.
LiścieBlaszka liściowa ma kształt od owalnego do owalnie podługowatego. Mierzy 3–8 cm długości oraz 2–4 cm szerokości, jest piłkowana na brzegu, ma nasadę od sercowatej do ściętej i wierzchołek od ostrego do spiczastego. Ogonek liściowy jest owłosiony i ma 5–12 mm długości.
KwiatyZebrane po 20–35 w wierzchotkach wyrastających z kątów podługowatych podsadek o długości 4–5 cm. Mają 5 działki kielicha o owalnym kształcie. Płatków jest 5, mają lancetowaty kształt i osiągają do 5 mm długości. Pręcików jest około 15–20.